# Charles Churchill (1656-1714)
Charles Churchill (2 febbraio 1656 – 29 dicembre 1714) è stato un nobile, politico e generale britannico.
Egli servì nella Guerra di successione spagnola sotto il comando del fratello maggiore John Churchill, I duca di Marlborough. La carriera militare di Charles fu strettamente legata a quella del fratello e, insieme al Capo di stato maggiore irlandese di Marlborough, William Cadogan, I conte Cadogan, Charles fu il più stretto collaboratore del grande condottiero inglese.

## Biografia
Nacque nel 1656, figlio di Sir Winston Churchill, fratello minore di John Churchill, I duca di Marlborough e dell'ammiraglio George Churchill. Charles iniziò la sua carriera come paggio del principe consorte Giorgio di Danimarca, divenendo luogotenente della Torre di Londra nel 1702.
Entrò nell'esercito come portabandiera del III reggimento di fanteria a piedi nel 1674, venendo in seguito promosso a colonnello. Combatté in numerose guerre e battaglie, tra cui Sedgemoor durante la Ribellione di Monmouth. Servì sotto il fratello all'assedio di Cork e alla resa della guarnigione giacobita nel 1690. Servì poi sul continente a Steenkerque e a Landen. Churchill fu promosso generale di brigata generale nel 1690 e generale maggiore nel 1694.
Divenne tenente generale nel 1702, ricevendo allo stesso tempo il grado di colonnello del Coldstream Regiment delle Foot Guards, e infine fu nominato generale nel 1707. Durante la marcia verso il Danubio comandò i contingenti di artiglieria e fanteria. A Blenheim, al servizio del fratello maggiore John Churchill, comandò il centro della linea alleata. Alla Battaglia di Ramillies, di nuovo agi ordini di suo fratello, comandò quattro brigate di fanteria per attaccare il villaggio.
Si dimise dalla sua Luogotenenza della Torre di Londra nel 1706, e prestò servizio come Governatore di Guernsey dal 1706 al 1711.

## Famiglia
Churchill sposò Mary Gould, figlia di James Gould (in seguito sposata con Montagu Venables-Bertie, II conte di Abingdon).
Fu il padre del tenente generale Charles Churchill, nato dalla sua relazione con Elizabeth Odd, e fu il nonno di Charles Churchill (di Chalfont) nato dall'amante di suo figlio, l'attrice Anne Oldfield. Suo nipote sposò Lady Maria Walpole, figlia illegittima di Robert Walpole, e ebbe discendenza, tra cui si annovera Mary Churchill (seconda moglie del conte Cadogan e antenata dei conti successivi).